# Bandipore
Bandipore là một thị xã và là nơi đặt ủy ban khu vực quy hoạch (notified area committee) của quận Baramula thuộc bang Jammu và Kashmir, Ấn Độ.

## Nhân khẩu
Theo điều tra dân số năm 2001 của Ấn Độ, Bandipore có dân số 25.714 người. Phái nam chiếm 54% tổng số dân và phái nữ chiếm 46%. Bandipore có tỷ lệ 51% biết đọc biết viết, thấp hơn tỷ lệ trung bình toàn quốc là 59,5%: tỷ lệ cho phái nam là 61%, và tỷ lệ cho phái nữ là 40%. Tại Bandipore, 12% dân số nhỏ hơn 6 tuổi.